# Verschnittplanung
Die Verschnittplanung beschäftigt sich mit der Problematik, eine vorgegebene Länge (Planung einer Dimension), eine vorgegebene Fläche (Planung von zwei Dimensionen) oder einen vorgegebenen Raum (Planung von drei Dimensionen) in bestimmte Teilbereiche aufzuteilen.

## Grundlagen
Ziel der Verschnittplanung ist die Minimierung des sogenannten Verschnitts: Nach Ausschneiden gegebener Teilbereiche sollen die verbleibenden Restbereiche minimal sein, um die Verschnittkosten zu reduzieren. Konkrete Anwendungen sind zum Beispiel:
- eindimensionale Probleme: Zuschneiden von benötigten Rohrstücken aus Standard-Rohren.
- zweidimensionale Probleme: Zuschneiden von Stoffstücken aus Rohmaterial, Ausstanzen von Formblechen aus Standardblechen.
- dreidimensionale Probleme: Beladen eines Frachtraums / Containers mit Paketen, Ausschneiden von Formteilen aus Rohmaterialblöcken.

Bei der Verschnittplanung können eine Reihe von Einschränkungen bei der Lösungsfindung gelten: beispielsweise keine Unterschreitung von gewissen Mindestgrößen der Reststücke, bei Stoffzuschnitten muss ein Muster berücksichtigt werden, bei Holzzuschnitten der Faserverlauf, bei der Frachtbeladung die Gewichtsverteilung, bei Laserzuschnitten aus Stahlblech ein Mindestabstand zwischen den Werkstücken. Solche Vorgaben haben erheblichen Einfluss auf die Lösungsqualität, weil damit z. B. die möglichen Drehungen eines Objekts auf der Fläche oder die beliebige Positionierung im Raum eingeschränkt werden.
Für die meisten eindimensionalen Probleme sind Algorithmen bekannt, die innerhalb vertretbarer Rechenzeiten zu optimalen Lösungen führen. Dies gilt ebenfalls für zweidimensionale Probleme, solange diese nur einfach geformte Flächen (z. B. Rechtecke) zum Ziel haben. Für beliebig geformte Flächen (Polygone) kommt bei praktischen Problemen die Suche nach der optimalen Lösung aufgrund der erforderlichen Rechenzeit meist nicht in Betracht. In diesem Fall werden Heuristiken eingesetzt, die eine Lösung mit hinreichender Qualität liefern, die jedoch unterhalb des theoretischen Optimums liegen kann.
Wird im Falle komplexer Probleme eine hohe Lösungsqualität benötigt (z. B. bei sehr teuren Rohstoffen), kann durchaus eine manuell unterstützte Lösungsermittlung wirtschaftlich werden: Eine Heuristik gibt einem erfahrenen Benutzer die Zwischenergebnisse grafisch aufbereitet, damit dieser „intuitiv“ bestimmte Korrekturen vornehmen kann und den weiteren Rechenverlauf zielgerichtet beeinflussen kann.

## Verschnittberechnung
Die Verschnittberechnung dient dazu, den Verschnitt beispielsweise bei der Verlegung, z. B. von Teppichen, zu bestimmen. Man unterscheidet zwischen
1. Verschnittabschlag
2. Verschnittzuschlag

je nachdem, ob man vom Rohmaterial oder vom Fertigmaterial ausgeht. Folglich ergeben sich der Verschnittabschlagsatz Vab und der Verschnittzuschlagsatz Vzu.
Dabei gilt in beiden Fällen:
Verschnittmenge (VM) = Rohmenge (RM) - Fertigmenge (FM)
oder analog für Flächen
Verschnitt = Ausgangsfläche - Abwicklungsfläche

### Verschnittabschlagrechnung
Beim Herstellungsprozess (z. B. in der Fertigung) wird der Verschnitt (VM) über die Verschnittabschlagrechnung bestimmt. Hierbei wird die Rohmenge (RM) = 100 % gesetzt:
{\displaystyle V_{ab}={\frac {RM-FM}{RM}}\cdot 100\,\%}
{\displaystyle VM={\frac {V_{ab}\cdot RM}{100\,\%}}}
{\displaystyle FM=RM\cdot \left(1-{\frac {V_{ab}}{100\,\%}}\right)}

### Verschnittzuschlagrechnung
Bei der Verschnittzuschlagrechnung (z. B. in der Kalkulation), bei der die Fertigmenge (FM) = 100 % entspricht, wird der Verschnitt (VM) der Fertigmenge (FM) prozentual zugeschlagen:
{\displaystyle V_{zu}={\frac {RM-FM}{FM}}\cdot 100\,\%}
{\displaystyle VM={\frac {V_{zu}\cdot FM}{100\,\%}}}
{\displaystyle RM=FM\cdot \left(1+{\frac {V_{zu}}{100\,\%}}\right)}

## Beispiel
Aus einer quadratischen Fläche soll die größtmögliche Kreisfläche geschnitten werden. Wie groß ist der Verschnittzuschlag bzw. der Verschnittabschlag?
{\displaystyle RM=a^{2}}
{\displaystyle FM=a^{2}\cdot {\frac {\pi }{4}}}
{\displaystyle VM=a^{2}\cdot \left(1-{\frac {\pi }{4}}\right)}
{\displaystyle V_{ab}=21{,}46\,\%}
{\displaystyle V_{zu}=27{,}32\,\%}